# فهرست مجموعه‌های تلویزیونی بن ۱۰

## بن تن (۲۰۰۵)

بن در سری کلاسیک

بن به همراه پدربزرگش به منطقه‌ای جنگلی سفر می‌کند. در اولین روز سفرشان شهاب‌سنگی به زمین برخورد می‌کند که در واقع سفینهٔ یکی از خدمتکاران آزموث به نام زایلین است که هنگام جنگ با ویلگکس شرور به زمین پناه آورده است.
آمنیتریکس با دی‌ان‌ای مکس تنیسون تطبیق داده شده اما با توجه به شباهت دی‌ان‌ای بن و پدربزرگش به دست بن وصل می‌گردد.
آمنیتریکس که از نسل ۲۱ تکنولوژی است و موجودی فضایی به نام آزموث آن را ساخته است، به صاحب خود این اجازه را می‌دهد که به ده موجودی که به‌طور پیش فرض درون آمنیتریکس وجود دارد، تبدیل شود. البته اگر یک موجود فضایی به ساعت دست بزند یا به آن نزدیک شود، ساعت، دی‌ان‌ای آن موجود را جذب می‌کند و یک موجود به موجودات ساعت بن تن (بنجامین تنیسون) اضافه می‌شود و اینگونه بن، آمنیتریکس را از شر آن‌ها در امان نگه می‌دارد؛ البته در این راه پدربزرگ او با سلاح‌های خود، گوئن با کتاب جادویی و مادربزرگش با قدرتی که دارد به او کمک می‌کنند.
بن تن در سری اول، که به‌عنوان بهترین سری از فرنچایز نیز شناخته می‌شود وظیفه دارد با آدم فضایی‌های شرور بجنگد و زمین و خانواده‌اش را در مقابل آن‌ها حفظ کند. همچنین در این مجموعه شرور اصلی ویلگکس است.

## بن تن: نیروی بیگانه (Alien Force)

بن در سری نیروی بیگانه و بیگانه تمام‌عیار

سری بن تن: نیروی بیگانه که ۳ فصل دارد از سال ۲۰۰۸ تا ۲۰۱۰ از شبکه کارتون نت‌ورک پخش شد. در این سری بن ۱۵ ساله است و در ۱۱ سالگی، یعنی ۴ سال پیش، آمنیتریکس را از دستش جدا کرده (در سری نیروی بی‌پایان به دلیل جدا کردن آمنیتریکس، اشاره شده است) و به زندگی عادی پرداخته تا زمانی که پدربزرگش در مأموریتی به دست هایبریدها (اصیل‌زاده‌ها) و Dn Alienها می‌افتد. بن و گوئن و دشمن سابق‌شان کوین که در این سری به شخصیت خوبی تبدیل شده است مشغول محافظت از شهرشان می‌شوند و به دنبال اعضای جدید برای گروه خود هستند تا زمین را نجات دهند. در این سری، بیشتر دشمنان بن ۱۰، هایبریدها و ویلگکس هستند. این سری در وب‌سایت نمره‌دهی IMDb نمره ۷٫۳ از ۱۰ گرفته است.

## بن تن: بیگانه تمام‌عیار (Ultimate Alien)
در این سری که به صورت ۳ فصل از سال ۲۰۱۰ تا ۲۰۱۲ پخش شد، آلبیدو، آلتیماتریکس را به بن می‌دهد و آمنیتریکس نابود می‌شود و با آلتیماتریکس بن می‌تواند بعضی از موجوداتش را به موجودات پیشرفته (Ultimate Form) تبدیل کند. این سری را دقیقاً می‌توان ادامهٔ سری نیروی بیگانه نامید. البته دارای برخی تغییرات نسبت به مجموعه پیشین خود می‌باشد؛ از جمله اینکه در این سری مردم بن را می‌شناسند و دشمن اصلی بن، آگرگور و دیاگون هستند و وی با ساعت آلتیماتریکس می‌تواند مثل سری کلاسیک قدرت موجودات را جذب کرده و به موجودات ساعت اضافه کند اما این بار ربطی به دست زدن به ساعت ندارد و خود بن می‌تواند موجودات را جذب کند. آگرگور که دشمن اصلی بن در این سری است، از کل کهکشان پنج موجود فضایی قدرتمند را جمع‌آوری کرده و قصد دارد با دستگاهی که در زمین است، آن‌ها را با هم مخلوط کند و کل انرژی آن‌ها را جذب کند و قوی‌ترین فرد جهان شود. که البته موفق هم می‌شود، اما برای تبدیل به قادر مطلق و بیگانهٔ تمام‌عیار، باید نیروی یک نوزاد از گونهٔ سلستیال سپین را جذب نماید. طی اتفاقاتی، آگرگور به سراغ جذب نیروی نوزاد سلستیال سپینی می‌رود و در این مأموریت، بن حال و بن گذشته را شکست می‌دهد، کوین مجبور می‌شود قدرت آلتیماتریکس بن را جذب کرده و قدرت آگرگور را نیز جذب کند و او را برای همیشه شکست دهد، ولی از کنترل خارج می‌شود و برای چند قسمت باز هم به عنوان دشمن، در سری حاضر می‌شود. در نیمهٔ دوم سری، ویلگَکس نیز برمی‌گردد و قدرتی کیهانی جذب می‌کند تا جهان را تسخیر کند. در این سری، دیاگون یا دَگِن (اژدهایی که در قرون وسطی زمین آمد)، با شوالیهای به نام جورج (رهبر شوالیه‌های ابدی) می‌جنگد اما به کمک شمشیری که آزموث (سازنده آمنیتریکس) ساخته بود، و آزکولان نام داشت، بر دیاگون پیروز می‌شود و قلب دیاگون را درمی‌آورد. جورج فکر می‌کند که دیاگون مرده است و او را به دریا می‌اندازد اما بعد از صدها سال، دیاگون بر می‌گردد و قلب خود را پس گرفته و دوباره قدرت می‌گیرد. این بار جورج به کمک شمشیرش و بن تن، کوین و گوئن با کمک همدیگر می‌خواند دیاگون را شکست دهند اما نمی‌توانند. ویلگکس با مغرور بودنش، به دیاگون خیانت کرده و با دستگاهی، تمام انرژی و قدرت او را جذب می‌کند. جورج هم در حال جنگ با دیاگون کشته شده و بن شمشیر او را برداشته و ویلگکس را شکست می‌دهد و تمامی قدرت او را می‌گیرد. ویلگکس که شکست خورده است، می‌خواهد بن را فریب دهد و بن برای لحظه‌ای خود را گم می‌کند ولی به تمام خاطرات خوب و بد خود در این دو سال فکر می‌کند و به این نتیجه می‌رسد که فرد شروری نشود و با استفاده از شمشیر، مردم دنیا که تحت کنترل ایزوتریکاها بودند را نجات می‌دهد. در این حال آزموث به زمین می‌آید و آلتیماتریکس و شمشیر آزکولان را از بن می‌گیرد و به بن، آمنیتریکس تکامل یافته را می‌دهد. این سری در وب‌سایت نمره‌دهی IMDb نمره ۷٫۷ از ۱۰ گرفته است و از این نظر بهترین سری از فرنچایز به حساب می‌آید.

## بن تن: نیروی بی‌پایان (Omniverse)
سری بن تن: نیروی بی پایان از سال ۲۰۱۲ تا ۲۰۱۴ پخش شد که دارای ۸ فصل می‌باشد. در این سری از بن تن، بن هنوز یک نوجوان است و سن او در فلش‌بک‌ها ۱۱ و در داستان اصلی ۱۶ سال است (فقط در دو فصل اول ۱۶ ساله است و در فصل سه تا هشت تا ۱۷ ساله می‌باشد). بن تن در این سری با گوئن و کوین کار نمی‌کند. البته گوئن و کوین گاهی در چند قسمت به بن کمک می‌کنند. بن در این سری با سازمان محافظ‌ها (plumbers) کار می‌کند؛ خود او نیز یک محافظ بوده و یک رفیق و همکار تمام وقت به نام روک دارد؛ روک را پدربزرگش مکس فرستاده است تا با بن کار کند. در این سری طراحی انیمیشن به‌طور کل به نسبت سری‌های قبل تغییرات زیادی کرده است. یکی از دلایل ساخت بن تن ریبوت، ضعیف بودن این سری از نظر طرفداران است. در قسمت ۷ از فصل ۱ ما دیدیم که امپراتور میلیوس (شاه اینکرژن‌ها)، آرجیت، و برادران وریدل به دنبال آنایلارگ بودند؛ دستگاهی که اگر دکمه اش فشرده شود، دنیا برای همیشه نابود می‌شود و در آخرهای قسمت هم دیدیم که اشتباهی دکمه فشرده شده بود و دنیا در حال نابودی بود ولی بن به موجود ایکس (Alien X) تبدیل شد و دو بُعد آگاهی موجود ایکس یعنی بلیوکس و سرنا در حالی که دنیا نابود شده بود با خواهش و التماس‌های فراوان بن، یک کپی از جهان بن ساختند و دوباره جهان بن به حالت اولش برگشت (با تغییراتی جزئی) ولی بقیه حرف بن را باور نکردند. ما در چند قسمت بعد دیدیم که یکی از گونه‌های سلستیال سپین‌ها (گونه موجود ایکس) به دادگاه کهکشانی از بن شکایت کرد که چرا از قدرت موجود ایکس استفاده کرد و کپی دنیا را ساخت که بن با رأی تمامی ساکنان کهکشان، در دادگاه شکست خورد. ولی با روش تترامندها (گونه چهاردست)، بن یکی از سلستیال سپین‌ها را به مبارزه دعوت کرده و به موجود ایکس تبدیل شد و بلیوکس و سرنا کنترل کامل موجود ایکس را (برای اولین بار) در اختیار بن گذاشتند و بن توانست آن سلستیال سپین را شکست دهد و از دادگاه کهکشانی پیروز بیرون بیاید. در این سری اهمیت زیادی به مولتی‌ورس داده شده است و حتی جنگ زمانی هم با تمام بن‌های خوب و بد از گذشته و حال و آینده رخ داد. بن‌های خوب جنگ زمانی شامل: بن اصلی (Ben Prime)، بن بدون ساعت (No Watch Ben)، بن 10,000 (Ben 10K)، گوئن ۱۰ (Gwen 10) و بن 23 (Ben 23) بودند و بن‌های شرور شامل: بَد بن (بنِ بد)، نگا بن، آلبیدو، بن زارو و مَد بن (بن دیوانه) می‌شدند. در قسمتی دیدیم که کایبر (یکی از دشمنان بزرگ بن در این سری) موجودی لزج و سبز رنگ به نام اسکرد، تنها گونه بازمانده از گونه اسلایم‌بات، (به‌گفته برخی منابع، سازنده جهان بن تن از گونه اسکرد یعنی اسلایم‌بات‌ها بود) را برای انتقام گرفتن از بن دزدید. اسکرد هم بعد از دیدن آمنیتریکس عاشق قدرت ساعت بن شد و به آمنیتریکس چسبید. بن هم از چسبیدن این موجود استقبال کرد ولی وقتی اسکرد از نمیتریکس جدا شد کایبر عقل خودش را از دست داد. بن دید که اسکرد چه توانایی‌هایی دارد پس با کمک قدرت‌های خودش و اسکرد کایبر را شکست داد. در قسمت آخر ما دیدیم که بن و روک که به دنبال مالتورانت بودند، ناگهان به قرن ۱۷ می‌روند که انقلاب آمریکا در حال رخ دادن بود و بن و روک، جورج واشینگتن اولین رئیس‌جمهور تاریخ آمریکا را ملاقات کرده و در همان لحظه مالتورانت بمب کرونوسیپین را به ویلگکس گذشته داد (و ویلگکس تقریباً ۲۵۰ سال بعد، از این بمب در جنگ زمانی استفاده کرد). در حالی بن که داشت با ویلگکس گذشته می‌جنگید، ناگهان ویلگکس متوجه تغییر شکل‌های ناگهانی بن شد و از آنجا بود که می‌خواست آمنیتریکس را تصاحب کند. مالتورانت و بن و روک به آغاز پیدایش جهان خودشان رفتند یعنی درون سفینه کانتوملیاها. مالتورانت آنایلارگ شیطانی را پرتاب کرد تا جهان بن آن گونه که خودش می‌خواست درست شود؛ ولی بن به سنگ رنگی تبدیل شد و با کمک اسکرد، صاحب دست‌های موجود ایکس شد و به سمت گرفتن آنایلارگ رفت و همه چیز داشت بد پیش می‌رفت که بن توانست آنایلارگ شیطانی را با دستانش بگیرد و دوباره به سفینه کانتوملیاها برگردد که ناگهان بن به تمام موجودات خود در چهار سری اصلی در عرض یک دقیقه تبدیل شده. او در آخر به فیدبک تبدیل شد و آنایلارگ را به سمت مالتورانت پرتاب کرده و مالتورانت برای همیشه نابود شد. پروفسور پارادوکس (مسافر زمان دنیای بن تن) هم تیکه‌های بدن مالتورانت را در سراسر جهان پخش کرد. اسکرد نیز از بن جدا شد تا مثل بقیه هم نوع‌های خود، پس از بیگ بنگ، دنیای بن تن را به بهترین شکل ممکن بسازند. سکانسی که بن تن به همه ۵۸ موجود در ساعت تبدیل می‌شود و آنایلارگ شیطانی را به طرف مالتورانت پرتاب می‌کند را به عنوان یکی از سکانس‌های زیبای تاریخ بن تن نام می‌برند. این سری در وب‌سایت نمره‌دهی IMDb نمره ۶٫۲ از ۱۰ گرفته است که پس از سری ریبوت ضعیف‌ترین مجموعه تاریخ بن تن به‌شمار می‌رود.

## لیست همه موجودات بن تن در ۴ سری اصلی
معرفی همهٔ موجودات بن تن به ترتیب از سری کلاسیک، نیروی بیگانه، بیگانه تمام‌عیار و نیروی بی‌پایان:
مرد آتشین/ Heatblast کلاسیک نیروی بی پایان
سگ وحشی (فضایی) / Wildmutt کلاسیک نیروی بی پایان بیگانه تمام عیار
کله الماسی / Diamondhead کلاسیک نیروی بی پایان نیروی بیگانگان بیگانه تمام عیار
سریع‌السیر / XLR8 کلاسیک نیروی بی پایان بیگانه تمام عیار
موجود ریزه (جسم خاکستری) / Gray Matter کلاسیک نیروی بی پایان بیگانه تمام عیار
مگس فضایی (حشره بدبو) / Stinkfly کلاسیک نیروی بی پایان بیگانه تمام عیار
چهار دست / Four Arms
ماهی فضایی / Ripjaws بیگانه تمام عیار نیروی بی پایان
آپ گرید / Upgradeکلاسیک بیگانه تمام عیار نیروی بی پایان
روح فضایی / Ghostfreak کلاسیک نیروی بی پایان بیگانه تمام عیار
توپ فضایی (موجود سرعتی) / Cannonbolt کلاسیک نیروی بی پایان بیگانه تمام عیار
پیچک فضایی / Wildvine کلاسیک نیروی بی پایان بیگانه تمام عیار
توفیک / Spitter × a کلاسیک نیروی بی پایان بیگانه تمام عیار
مگاوات / Buzzshock کلاسیک نیروی بی پایان بیگانه تمام عیار
سوسمار قطبی / Arctiguana کلاسیک نیروی بی پایان بیگانه تمام عیار
گرگ تنهای شب (بن گرگی) / (Blitzwolfer (Benwolfer کلاسیک نیروی بی پایان بیگانه تمام عیار
موجود مومیایی (Benmummy)کلاسیک نیروی بی پایان بیگانه تمام عیار
فرانکن‌استرایک (Frankenstrike)کلاسیک نیروی بی پایان بیگانه تمام عیار
آپ‌چاک (آهن‌خوار) / Upchuckکلاسیک نیروی بی پایان بیگانه تمام عیار
دیتو / Dittoکلاسیک نیروی بی پایان بیگانه تمام عیار
آی‌گای (موجود چند چشم) / Eye Guyکلاسیک نیروی بی پایان بیگانه تمام عیار
موجود نیرومند (وِی بیگ) / Way Bigکلاسیک نیروی بی پایان بیگانه تمام عیار
فیدبَک / Feedback کلاسیک و نیروی بی پایان
آتش مرداب / Swampfire نیروی بیگانگان بیگانه تمام عیار نیروی بی پایان
اکو اکو / Echo Echoنیروی بیگانگان بیگانه تمام عیار نیروی بی پایان
موجود عظیم الجثه / Humongousaurنیروی بیگانگان بیگانه تمام عیار نیروی بی پایان
جِترِی / Jetray ×نیروی بیگانگان بیگانه تمام عیار نیروی بی پایان
موجود یخی / Bigchillنیروی بیگانگان بیگانه تمام عیار نیروی بی پایان
سنگ رنگی (کروم استون) / Chromastoneنیروی بیگانگان بیگانه تمام عیار نیروی بی پایان
طوفان مغز / Brainstormنیروی بیگانگان بیگانه تمام عیار نیروی بی پایان
میمون عنکبوتی / Spidermonkeyنیروی بیگانگان بیگانه تمام عیار نیروی بی پایان
گوپ (چسبونک) / Goopنیروی بیگانگان بیگانه تمام عیار نیروی بی پایان
موجود ایکس / Alien X نیروی بیگانگان بیگانه تمام عیار نیروی بی پایان
موجود مغناطیسی / Lodestar نیروی بیگانگان بیگانه تمام عیار نیروی بی پایان
رَث (ببری) / Rathنیروی بیگانگان بیگانه تمام عیار نیروی بی پایان
نانومِک / Nanomechنیروی بیگانگان بیگانه تمام عیار نیروی بی پایان
واترهازارد (خطر آب) / Water Hazard بیگانه تمام عیار نیروی بی پایان
بیگانه تمام عیار ن یروی بی پایان بیگانه تمام عیار نیروی بی پایان
رعد / Ampfibian بیگانه تمام عیار نیروی بی پایان
آرمودریل / Armodrillo بیگانه تمام عیار نیروی بی پایان
لاک پشت طوفانی (تراسپین) / Terraspin بیگانه تمام عیار نیروی بی پایان
ان‌آرجی (انرژی) / NRG بیگانه تمام عیار نیروی بی پایان
آفتاب‌پرست فضایی / Chamalien × بیگانه تمام عیار نیروی بی پایان
موجود سریع / Fasttrack × بیگانه تمام عیار نیروی بی پایان
ایتل / Eatle بیگانه تمام عیار نیروی بی پایان
ساعت گَرد (کلاک وُرک) / Clockwork بیگانه تمام عیار نیروی بی پایان
گوریل برقی (شاک‌اسکواچ) / Shocksquatch نیروی بی پایان
جوری ریگ (موجود جهنمی) / Jurryrigg بیگانه تمام عیار نیروی بی پایان
جورچین (بلاکس) / Bloxx نیروی بی پایان
شهاب سنگی / Gravattack نیروی بی پایان
ملخ فضایی / Crashhopper نیروی بی پایان
سوسک فضایی / Ball Weevill نیروی بی پایان
ماهی فضایی، آبی لزج/ Walkatrout نیروی بی پایان
رویاپرداز / Pesky Dust نیروی بی پایان
سنجاب فضایی / Mole-stache نیروی بی پایان
لیمو فضایی / Worst نیروی بی پایان
خروس فضایی / Kickin Hawk نیروی بی پایان
موجود خوفناک / Toepick نیروی بی پایان
کلاغ فضایی / Astrodactyle نیروی بی پایان
قورباغه فضایی / Bullfrag نیروی بی پایان
آتامیکس / Atomix نیروی بی پایان
موجود شیمیایی (گاترات) / Gutrot نیروی بی پایان
خون‌آشام / Whampire نیروی بی پایان
×: در سری نیروی بی‌پایان برخلاف سری‌های قبلی حضور نداشتند (ولی در اینترنت عکس‌هایی از آنها در سری نیروی بی‌پایان پخش شده است که همگی فن‌مید هستند یا ساخت دریک جی وایات در کمیسیون خودش)
نام‌ها در بعضی قسمت‌ها تعویض می‌شود (به دلیل مؤسسه‌ها و استودیوهای دوبلاژ).
برخی از نام‌ها در فارسی به کلمهٔ نوشته شده معنا نمی‌دهد.

## ریبوت

بن در سری ریبوت

این سری که پنجمین و آخرین مجموعه از فرنچایز بن تن محسوب می‌شود در ۴ فصل از سال ۲۰۱۶ تا ۲۰۲۱ از شبکه کارتون نت‌ورک پخش شد.
فصل اول:
این فصل بازسازی سری اول بن تن اصلی، یعنی کلاسیک می‌باشد که کودکانه‌تر ساخته شده و بن، تازه آمنیتریکس را پیدا کرده و به سوی ماجراجویی می‌رود و مانند فصل اول ده ساله است. بن در ابتدای فصل، با تبهکاران معمولی می‌جنگد ولی در پایان ویلگکس از فضا به زمین می‌آید تا آمنیتریکس را بدزدد. قسمت‌های این سری انیمیشن، حدوداً ۱۰ دقیقه‌ای هستند.
براساس فصل اول این سری انیمیشن، یک بازی ویدئویی ساخته شده است که بن ۱۰: ریبوت نام دارد و ساعت بن که جدید شده، موجود گکس (بن در ظاهر ویلگکس) را نیز دارد.
فصل دوم:
ادامه فصل اول بن تن ریبوت است که در این فصل، بن تن در استفاده از آپگرید به مشکل برمی‌خورد و برای پر کردن قسمت خالی ساعت که مربوط به آپگرید می‌بود، موجودی به نام چاکرا آن قسمت را پر می‌کند که باعث اختلال در استفاده از موجودات دیگر می‌شود و با آنها ترکیب می‌شود، به‌طوری‌که این اتفاق در اکثر قسمت‌ها، تکرار می‌شود. در انتها با کمک دشمنش، ویلگکس، به درون ساعت نفوذ کرده و مشکل را حل می‌کنند (با نابود کردن ارتش چاکراها) و پس از آن شکل ساعت بن تن تغییر می‌کند.
فصل سوم:
در این فصل، بن که ساعتش تغییر کرده به سه موجود جدید دست پیدا کرده در این فصل بن همکلاسی چهارم خود کوین را می‌بیند که یک ساعت به نام آنتی‌تریکس دارد که باعث می‌شود او به ۱۱ بیگانه تبدیل شود. موجودات کوین همان موجودات فصل اول بن به همراه یک بیگانه اضافی به اسم باشموث هستند. در این فصل، بن یک دشمن جدید به اسم شوالیه ابدی دارد که می‌خواهد مانع از این شود که پدربزرگ او و دوستش فیل با بیگانه‌ها ارتباط برقرار کنند. آخرین قسمت این فصل نبردی بین بن و کوین، در رسانه‌های اینترنتی شکل می‌گیرد که می‌خواهند آشپزی کنند.
فصل چهارم:
در این فصل، بن و گوئن و پدربزرگ و فیل به محلی می‌روند که بن، آمنیتریکس را پیدا کرد. آن‌ها به دنبال یک دستگاه هستند که در کنار آمنیتریکس فرود آمده ولی بن می‌ترسد که اتفاق بدی بیفتد ولی گوئن به او امید می‌دهد که شاید این دستگاه، چیز خوبی باشد. گوئن در نهایت دستگاه را پیدا می‌کند. آن دستگاه، کلیدی می‌باشد که باعث می‌شود بن بتواند موجوداتش را به حالت زرهیشان برساند. در آخرین قسمت این فصل، فیل، یک دستگاه می‌سازد که باعث می‌شود تیم بوکتو به آدمی پیشرفته تبدیل شود که بن با تبدیل شدن به مشت‌زن زرهی (Omni-Kix Slapback) او را نجات داده و فیل هم دستگاه خودش را نابود می‌کند. بعد از این فصل، یک انیمیشن به نام بن تن در برابر دنیا ساخته شد که این انیمیشن نیز بخشی از فصل چهارم محسوب می‌شود.
قسمت‌های ویژه:
در این قسمت‌ها بن همان ساعت فصل ۴ را دارد، ولی ظاهر ساعت کمی تغییر پیدا کرده است. این فصل ۳ قسمت به نام‌های: بن ۱۰۰۱۰، بن جن ۱۰ و Alien X-Tinction دارد.
این سری در وب‌سایت نمره‌دهی IMDb، نمره بسیار ضعیف ۲٫۹ از ۱۰ را گرفته است که بدترین مجموعهٔ فرنچایز به‌شمار می‌رود.

## بن تن در برابر دنیا و قسمت‌های ویژه سری ریبوت
بن تن در برابر دنیا
این انیمیشن به کارگردانی هنریکه جاردیم و جان مکینتایر، در سال ۲۰۲۰ ساخته شده است. این فیلم محصول کشور آمریکا و در ژانر انیمیشن ماجراجویی می‌باشد.
خلاصه داستان:
در این فیلم فیل مشخص می‌کند که کلید را بر عکس وارد آمنیتریکس کرده و بعد از اینکه بن کلید را دوباره وارد ساعت کرد توانسته است زره‌های فضایی را کشف کند. یک خرابکاری از گذشته بن به او بازمی‌گردد تا به تیم تنیسون و خود سیاره زمین آسیب برساند و این موضوع بن را وادار به سفر بین ستاره‌ای برای یافتن راه نجات می‌کند. او برای این کار از کوین هم کمک می‌گیرد. در این حال سر و کلهٔ ویلگکس هم پیدا می‌شود. ساعت بن تن پیشرفته‌تر شده و بن سازندهٔ آمنیتریکس که آزموث است را پیدا نموده و آزموث به بن یاد می‌دهد که چگونه قفل بیگانه‌ها را موقتاً باز کند و بن به‌طور موقت قفل دو بیگانه به اسم گوپ و وی‌بیگ را باز می‌کند و به جنگ با ویلگکس می‌رود.
قسمت‌های ویژه سری ریبوت
قسمت اول، بن تن ده هزار و ده:
اینجا بن تن آینده به گذشته‌اش می‌رود تا از او کمک بگیرد. گوئن نیز رئیس‌جمهور آمریکا شده است و پدربزرگشان دیگر جسم ندارد. البته پیش از آن گوئن از بن درخواست کمک می‌کند و در اینجا کوین آدم خوبی شده و در شکل موجود عظیم الجثه (Humongousaur) گیر کرده است. گوئن رباتی دارد که می‌تواند با استفاده از او با دشمنان بجنگد. این کمک‌ها برای پیروزی در جنگ است. بن پیش از آنکه بن ده هزار (Ben 10K) را ملاقات کند، موجود جدیدی به نام سورج را باز می‌کند که توانایی استفاده از آن را به خوبی بلد نیست. بن ده هزار هم به دو موجود به نام‌های میمون عنکبوتی و بازشاک تبدیل می‌شود. بن و بن ده هزار به آینده می‌روند و باهم دشمنشان را نابود می‌کنند. به همین دلیل این قسمت بن تن ده هزار و ده (Ben 10010) نامیده شده است.
قسمت دوم، بن جن تن:
یک کراس‌اور دیگر بین بن تن و ژنراتور رکس. در اینجا بن و رکس برای شکست دادن هکس از هم کمک می‌گیرند. البته در ابتدا که همدیگر را نمی‌شناختند با هم جنگ و دعوا می‌کردند که با این کار آمنیتریکس به ننایتِ رکس آلوده می‌شود و باعث می‌شود مردم به موجودات بن تبدیل شده و تحت کنترل هکس قرار بگیرند. در این قسمت موجودات قفل شده بن یعنی موجود خاکستری و طغیان و مرد درختی و حشره بدبو، بر می‌گردند تا رهبر بقیهٔ موجودات کنترل شده هکس باشند. اینجا سیکس هم یک مأمور مخفی است و می‌خواهد بن و رکس و دوست رکس را دستگیر کند ولی برای شکست دادن هکس باید باهم همکاری کنند و ….
قسمت سوم، انقراض موجود ایکس:
در اینجا بن ۱۰ هزار، بُعدی دیگر که گوئن و پدربزرگ را به دست ویلگکس، از دست می‌دهد، آمنیتریکس را نابود می‌کند تا ویلگکس را نابود کند و سپس تبدیل می‌شود به موجود ایکس (خود به خود). او می‌رود تا ساعت‌های بن‌های بُعدهای دیگر را هم جمع کند و مال خودش کند و حتی بن‌های دیگر را نابود کند، اما اینجا پدربزرگ یک بُعد دیگر که بنِ بُعد خودش را توسط این بن از دست داده است کمک می‌کند تا این بن نتواند تمامی ساعت‌های بن‌های بُعدهای دیگر را مال خودش کند. امتیاز خاصی که این قسمت دارد این است که بن تنِ کلاسیک، بن تنِ نیروی بیگانه، بن تنِ بیگانه تمام‌عیار، بن تنِ نیروی بی‌پایان و گوئن تن همگی با هم در آن حضور داشته و به بن تن ریبوت کمک می‌کنند تا جلوی بن خبیث را بگیرد و … این قسمت آخرین قسمتِ بن تن ریبوت می‌باشد. احتمال خیلی کمی می‌رود که ادامه بن تن ریبوت، ریبوت بن تن: نیروی بیگانگان باشد که بن ۱۵ ساله می‌شود.